# Estadio Olímpico Nilton Santos
El Estadio Olímpico Nilton Santos es un estadio polideportivo localizado en el barrio de Engenho de Dentro en la ciudad de Río de Janeiro, Brasil. El estadio es la casa de Botafogo de Futebol e Regatas, donde se llevan a cabo partidos de la Copa Libertadores, Brasileirão, Copa do Brasil y otros campeonatos.  Es usado principalmente para partidos de fútbol y competencias de atletismo. Fue uno de los principales recintos deportivos durante los Juegos Panamericanos de 2007 y los Juegos Olímpicos de Río de Janeiro de 2016. El estadio tiene una capacidad máxima de 45 000
Desde 2007 la Companhia Botafogo (sociedad empresarial del club Botafogo) administra el complejo deportivo. Desde 2015 fue renombrado para los partidos del Botafogo como Nilton Santos, en honor del jugador de fútbol brasileño conocido como la Enciclopedia, debido a sus conocimientos de fútbol. En febrero de 2017 el nombre de Nilton Santos quedó oficialmente como único nombre del estadio.

## Introducción
En 2015, a petición del club Botafogo, administrador del estadio, el nombre del sitio fue cambiado a Estadio Nilton Santos cuando disputa los partidos el equipo local del Botafogo. La aprobación de la solicitud de cambio de nombre fue aprobada a finales de enero de 2015 y salió confirmada en un boletín oficial emitido el 10 de febrero de 2015. En el boletín, el alcalde Eduardo Paes afirmó que el nombre era "un homenaje al jugador y atleta Nilton Santos". En febrero de 2017 el estadio pasó completamente a denominarse Estadio Olímpico Nilton Santos.
En 2010, la Junta de directores de Botafogo decidió utilizar el nombre comercial de «Estadio Río», en un intento de facilitar una eventual venta de la denominación de derechos del estadio, que al final no ocurrió, debido a una prohibición en el 2013.
En un principio el estadio pertenecía al gobierno y lo tenía como propiedad municipal, pero más tarde fue licitado a Botafogo para su administración y explotación comercial. el estadio fue construido para albergar competiciones de atletismo y fútbol durante los Juegos Panamericanos de 2007.
Actualmente, tiene una capacidad total para 45 000 espectadores y es considerado era estadio más moderno y el más hermoso de América Latina al momento de su construcción.[cita requerida]

## Construcción

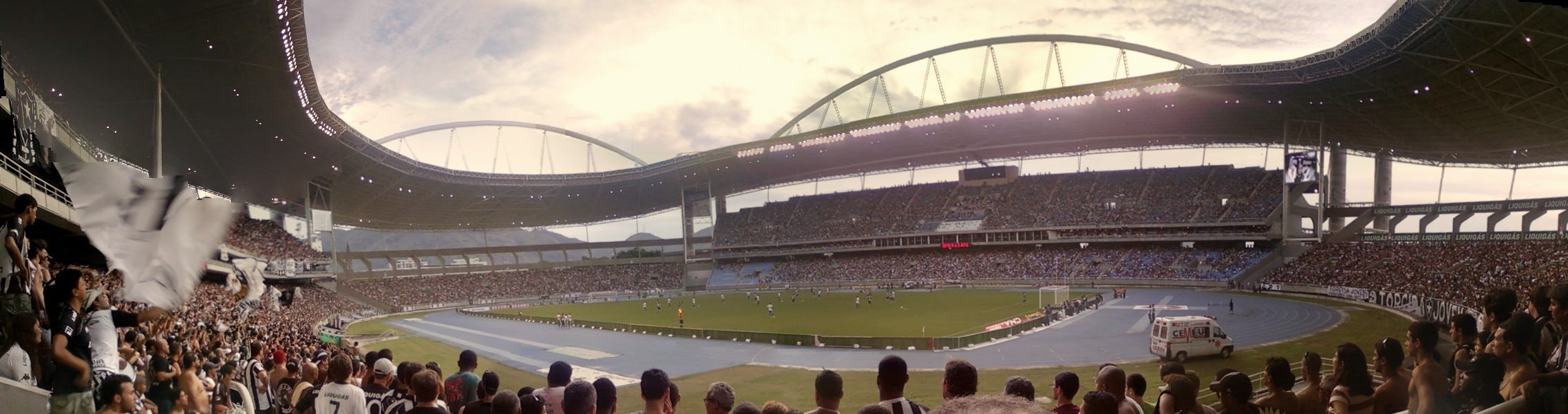
Vista panorámica del estadio.

Inicialmente el proyecto de construcción del estadio tendría un precio de R$ 60 millones,  pero más tarde el estadio Nilton Santos tuvo un coste final de más de seis veces el esperado R$ 380 000 000. El diseño del estadio fue hecho por los arquitectos Carlos Porto, Gilson Santos, Geraldo López y José Raymundo Ferreira Gomes que, desde 1995, recibieron varios proyectos de construcción de estadios, el objetivo del proyecto del estadio Nilton era crear un estadio moderno para los juegos panamericanos de 2007.
La primera piedra se colocó el 16 de diciembre de 2003, siendo el primer estadio en comenzar a ser construido para los Juegos Panamericanos de 2007, el estadio fue terminando un mes antes de los juegos. La fecha para la finalización de la obra se pospuso cuatro veces, se esperaba que estuviera terminado a mediados de 2006, no fue hasta marzo de 2007 cuando fue entregado. 
Los trabajos fueron administrados por los Consorcios Odebrecht y la OEA, bajo la supervisión de Riourbe y el Secretario de la Municipalidad de Río de Janeiro. Aproximadamente 4000 hombres trabajaron en la construcción del Nilton Santos. Durante las obras, se registró una muerte, la muerte fue de una mujer que trabajaba en la obra. La mujer se llamaba Odair Silva de 27 años, ella sucumbió a sus heridas que fueron causadas por una caída de unos 14 metros de altura en febrero de 2007. Al mes siguiente, hubo una huelga de los trabajadores exigiendo mejores condiciones de trabajo, la huelga terminó rápido. 
El anillo de cemento del estadio fue completado en septiembre de 2006. La hierba del campo fue plantada en abril de 2007, fueron 260 rollos de una hierba especial para estadios. Las sillas de las gradas se instalaron después de este proceso. La iluminación fue probada por primera vez dos semanas antes de la inauguración oficial.
Para la inauguración del estadio se hizo un partido entre los equipos de Botafogo y Fluminense, las porterías fueron puestas en su lugar tres días antes, tres días antes también fue revisada la iluminación y fue inspeccionado el césped.  El día del partido todavía no se había terminado de instalar una pequeña porción de gradas inferiores. Las gradas fueron instaladas tiempo después del partido inaugural.

### Mantenimiento y conservación
El costo del mantenimiento y reparación del estadio es de R$ 400 000 al mes. Sin embargo, algunos gastos son esporádicos, como fue el caso en mayo de 2008, cuando el gasto fue duplicado, para la sustitución de los torniquetes de las alas este y oeste, manteniendo el número de diez torniquetes en el sur y alas del norte.

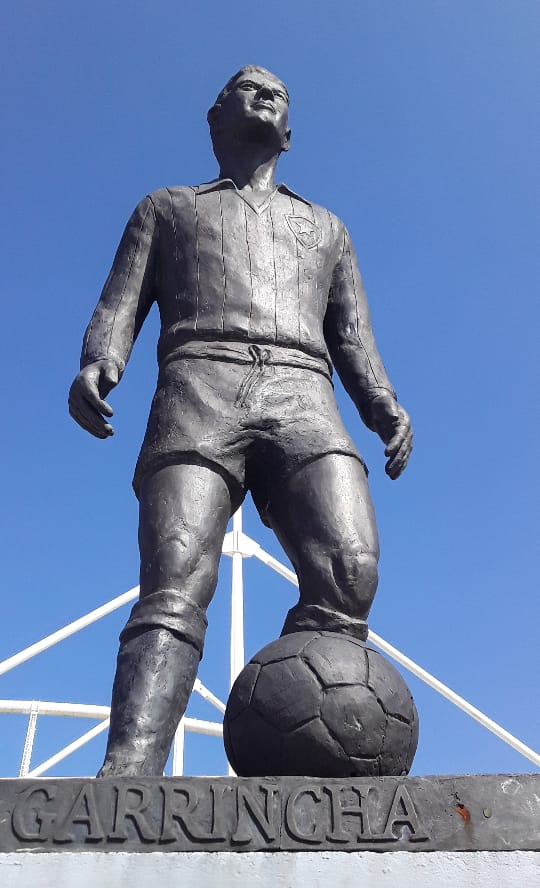
Estatua de Garrincha, ídolo del Botafogo y de la selección brasileña, a la entrada del estadio Nilton Santos.

Las mejoras también fueron hechas en la parte inferior oeste del sector de voluntariados, en mayo de 2008 a octubre de 2009 hubo que hacerse mejoras en el sector vip, administrado por Outplan. En el estadio se instalaron cuadros, banderas y calcomanías sobre el equipo de fútbol Botafogo.
Es estadio ha sufrido de actos de vandalismo que ya han causado daños en el sitio. En septiembre de 2008, los fanáticos del equipo Fluminense rompieron 200 sillas en el ala sur, sector donde generalmente se sientan los aficionados del equipo visitante, el mismo hecho se repitió y ocurrió con los aficionados del equipo Flamengo en marzo y en octubre de 2009, los baños del estadio fueron banalizados, las reparaciones del estadio atendían las banalizaciones, sin embargo, algunos asientos que fueron banalizados siguen teniendo las marcas. 
Entre diciembre de 2009 y enero de 2010, se realizaron obras en el estadio para hacer una nuevas cafeterías y un nuevo restaurante, constituyendo así una alimentación moderna en el estadio. Además fue sustituido el césped del estadio.

### Ampliación
El estadio fue ampliado y en la actualidad tiene capacidad para 60 000 espectadores. El proyecto de ampliado fue un requisito del Comité Olímpico Internacional para la celebración de los Juegos Olímpicos de Brasil 2016, porque los sitios de pruebas de Atletismo deben presentar mínimo 60 000 sillas. Para lograr esto se construyeron gradas en las alas norte y sur superiores, cerrando el círculo superior del Nilton Santos.

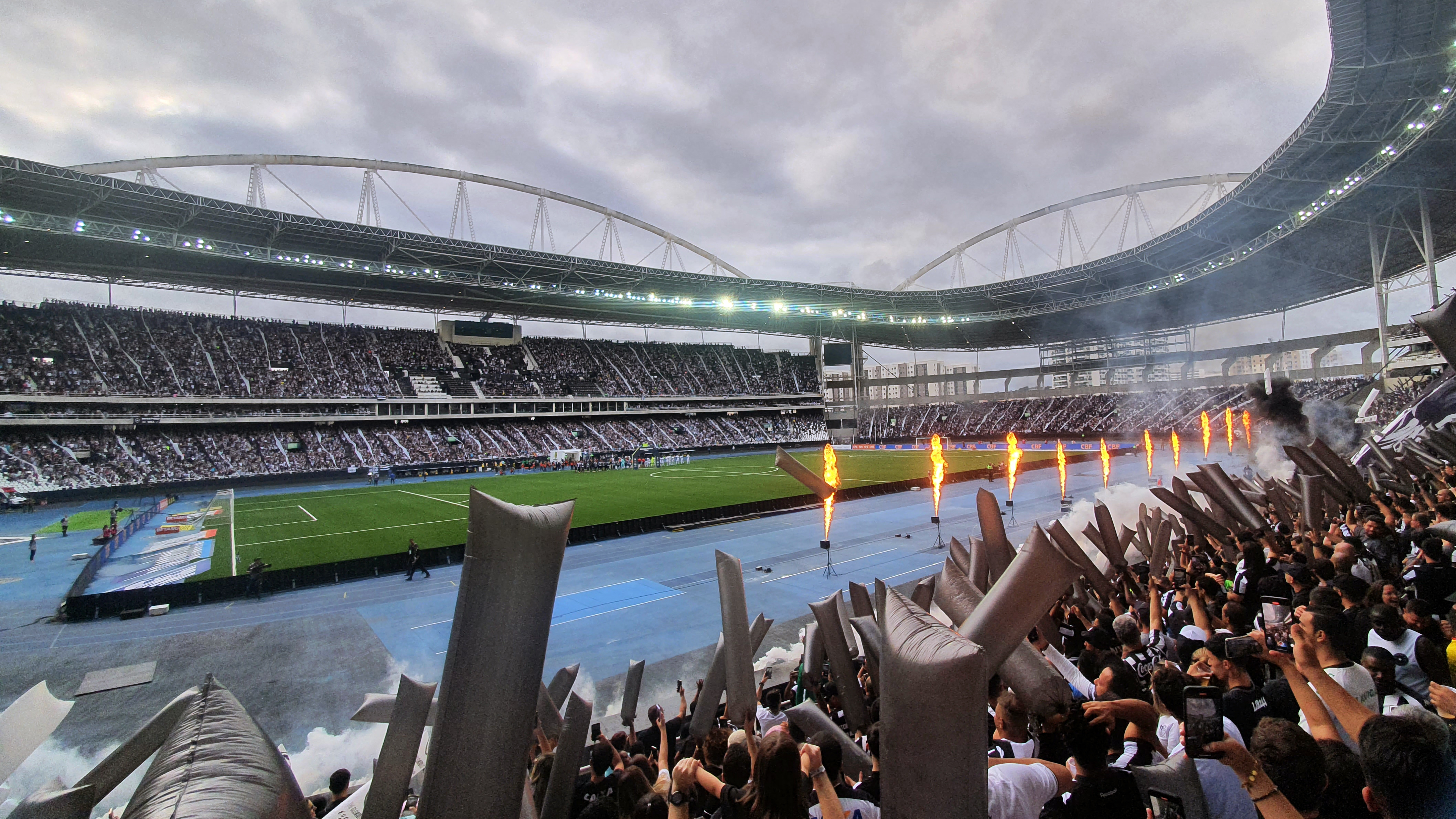
Hinchas de Botafogo en Nilton Santos, 2023.

Con la confirmación de Río de Janeiro como ciudad anfitriona de los Juegos Olímpicos de 2016, los proyectos de ampliación empezaron en 2013.
El estadio quedará en la historia como ser el primer estadio olímpico en ser para atletismo y fútbol. Hasta Londres 2012 era común, que el estadio fuera de fútbol y solo fuera acondicionado para atletismo. El estadio también será anfitrión de los últimos partidos de fútbol (masculino y femenino) de los juegos.
Hechos similares ocurrieron en los Juegos Olímpicos de Melbourne, Australia, en el año 1956. En tal ocasión, la inauguración se realizó en un estadio de cricket (deporte popular entre los australianos).

### Otros proyectos
Además de la ampliación de las gradas en las alas norte y sur, había también la posibilidad de ampliar el estadio para que pudiera recibir 80 000 personas, la idea fue elaborada con el fin de la realización de los juegos de la Copa del mundo FIFA 2014. Después de la expansión ya prevista, se desplegarían nuevos sectores con sillas debajo de las gradas actuales. La pista de atletismo sería colocada junto con nuevo césped. Estos cambios temporales que podían deshacer después de la Copa del mundo, para mantener las características del estadio para atletismo. Este proyecto, sin embargo, no llegó a realizarse.

## Nombre

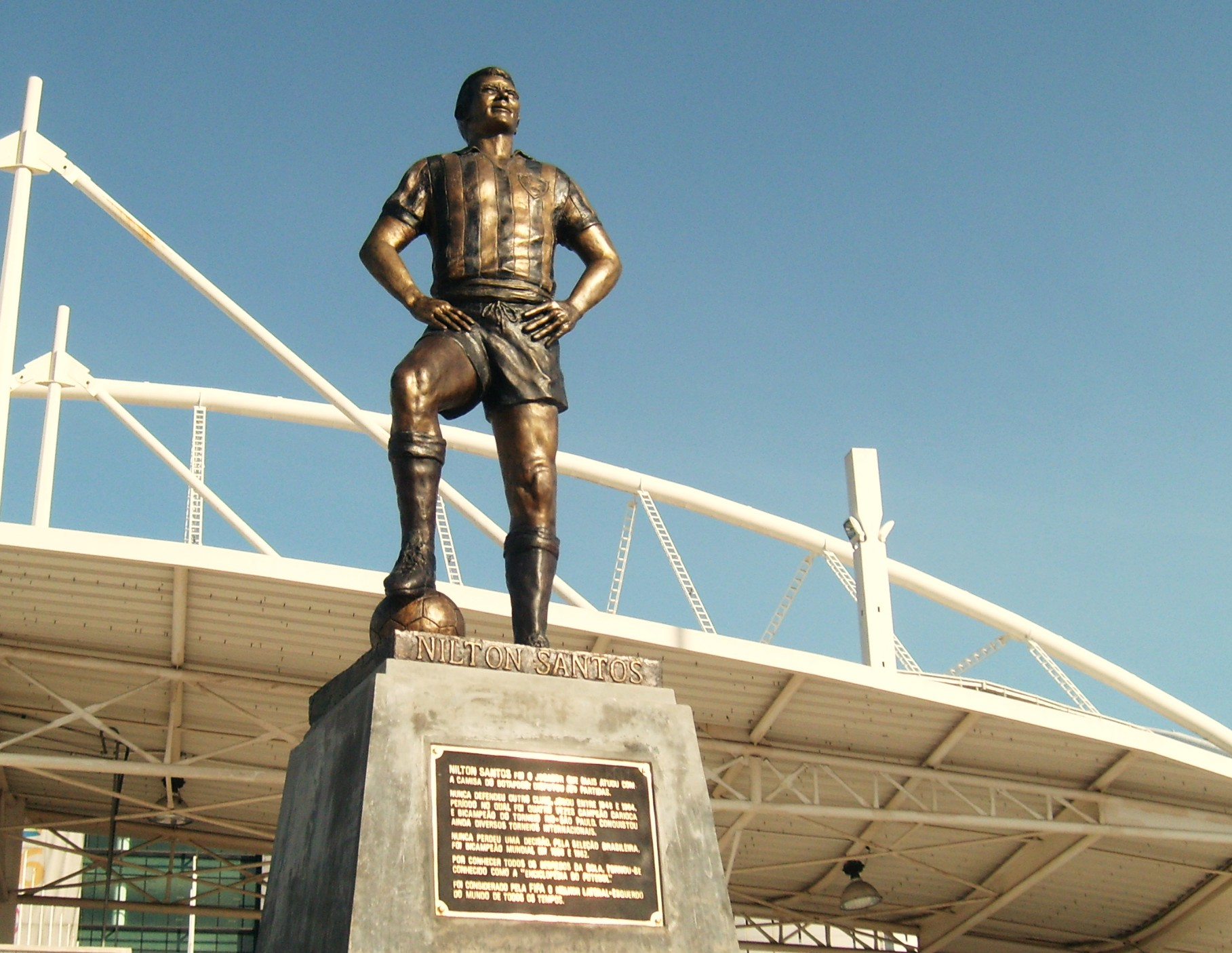
Estatua de Nilton Santos, inaugurada en 2009, en la entrada principal del estadio.

El estadio es popularmente conocido por el nombre de "Engenhão", debido a su ubicación en el barrio de Engenho de Dentro. El nombre anterior de "Estadio Olímpico João Havelange" fue establecido por el Decreto N.º 23057 el 26 de junio de 2003 por el Ayuntamiento de Río de Janeiro, en honor al brasileño expresidente de la FIFA João Havelange, sin embargo ese nombre no tenía mucha popularidad y fue cambiado oficialmente a Estadio Nilton Santos cuando disputa los partidos el equipo local del Botafogo, el cambio se publicó en un comunicado oficial. En febrero de 2017 el estadio pasó completamente a denominarse Estadio Olímpico Nilton Santos.
El estadio es gestionado por Botafogo. Por decreto, el gestionador del estadio tiene el derecho de cambiar el nombre del estadio. De esta manera, la Junta de directores de Botafogo, en colaboración con un grupo de explotación comercial, tiene intención de negociar los derechos de nomenclatura con cualquier compañía.
Para ello, Botafogo comenzó a evitar el uso del nombre popular, Engenhão, y empezarlo a llamar sólo "Estadio Nilton Santos" en los medios de comunicación relacionada con el Club. Entre 2009 y 2013 fue llamado estadio Río. Debido a la presión popular, se le volvió a poner Estadio Nilton Santos, cuando disputa los partidos como local en honor al ex Botafogo que murió en el 2013.[cita requerida]

## Localización

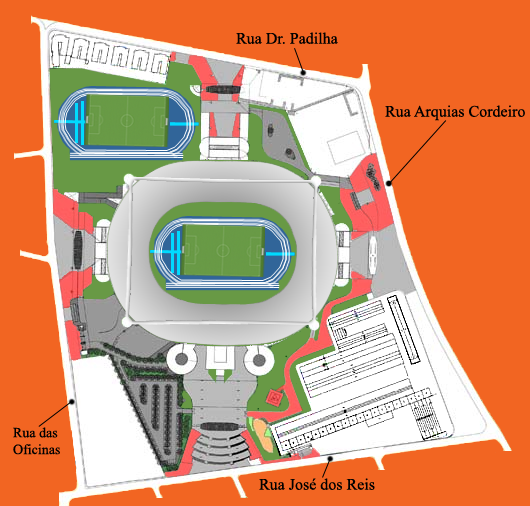
Representación del complejo.

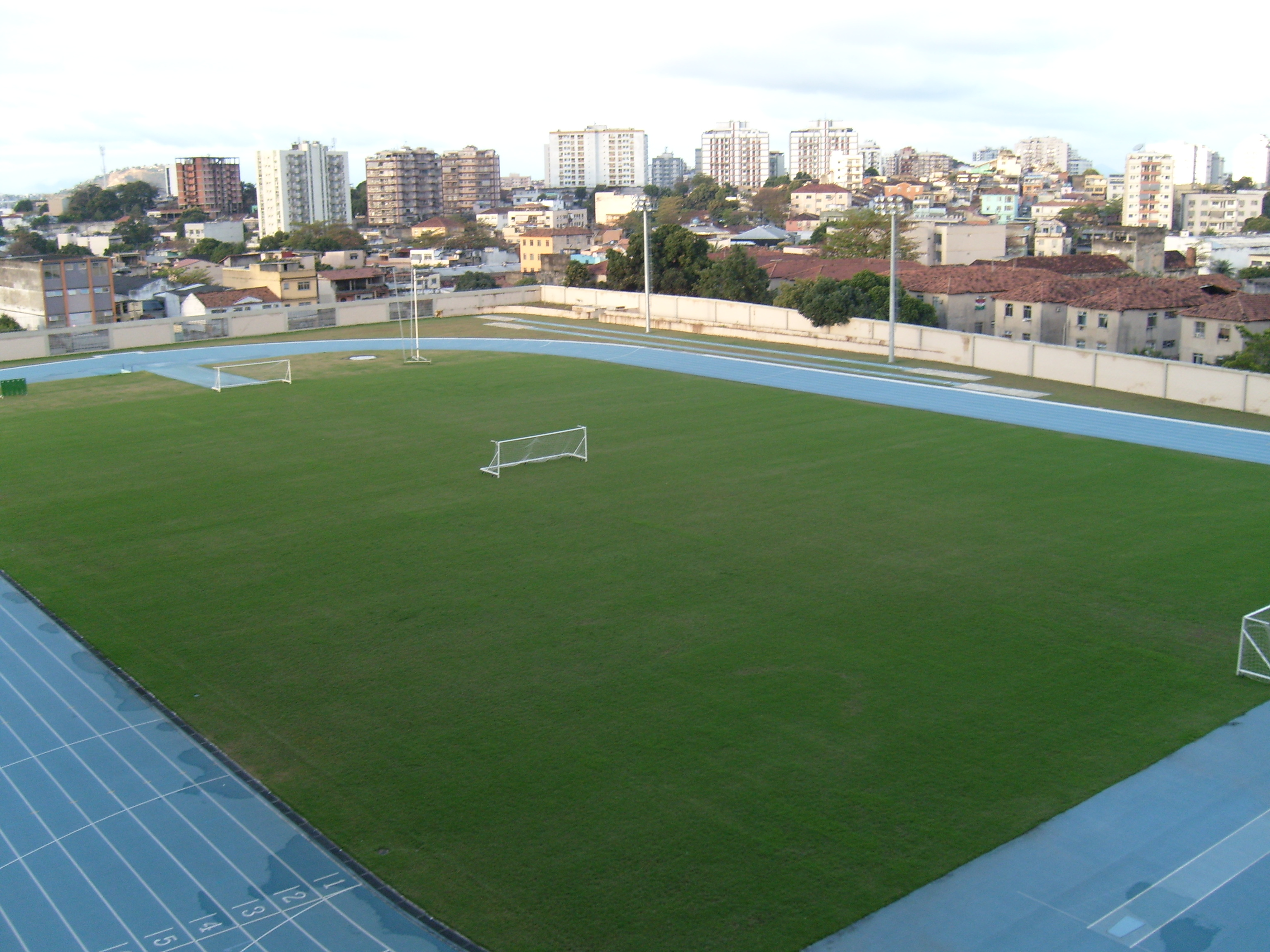
Campo anexo del estadio.

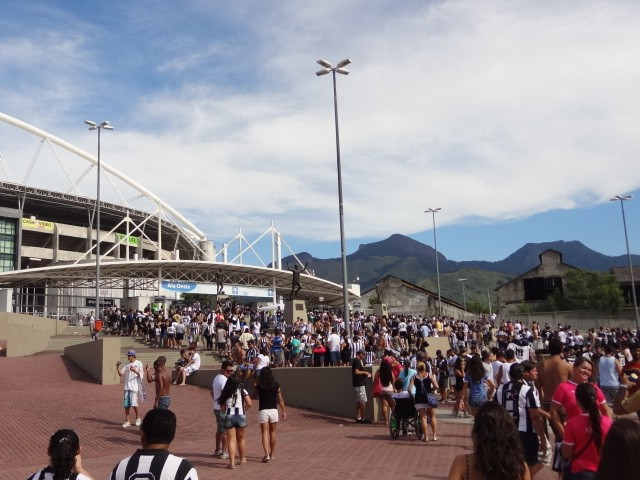
Alrededor del estadio

Situado en el barrio Engenho de Dentro, el Estadio Nilton Santos ocupa una superficie de 200 000 m en 128 000 m² de área. Tiene cuatro entradas, se localizan en las partes sur, este, norte y oeste del estadio. Estos accesos se encuentran, respectivamente, en las calles Arquias Lamb, Dr. P, talleres y José dos Reis. Frente al ala sur del estadio, se encuentra la estación de tren Olímpica de Engenho de Dentro.
La empresa Supervia que opera los trenes y el ayuntamiento de Río de Janeiro firmaron un acuerdo para la construcción de una pasarela hacia la estación, la pasarela empezaría desde la entrada del estadio. Dentro de la estación, han sido instaladas escaleras mecánicas y torniquetes electrónicos, además de haber sido construidas nuevas cajas de compra de boletos. El total de dinero invertido en las obras del tren y de las cercanías se gastaron R$ 20 000 000.
El Estadio Nilton Santos, es un campo de fútbol con césped sintético de 105 por 68 metros, también cuenta con una pista de atletismo con nueve líneas en el patrón estándar de la IAAF, dos sectores para triple salto y en la distancia, uno para el pertiguista, otro para el salto de altura y lanzamiento de jabalina. Esta estructura se repite en el campo adjunto al estadio, utilizado para entrenamiento.

## Transporte
Desde la Zona Sur, Centro, Tijuca o Barra, los pasajeros pueden dirigirse a la estación de metro y tren Central do Brasil, y desde allí llegar al estadio Nilton Santos en 25 minutos tomando las líneas Japeri, Santa Cruz o Deodoro, dejando el tren en la estación Olímpica de Engenho de Dentro. Para regresar a la Zona Sur, Centro, Tijuca o Barra, los pasajeros deben salir del estadio y dirigirse a estación de tren, cerca de sector oeste con sector sur (Rua José dos Reis con Arquias Cordeiro) y tomar el tren hasta Central do Brasil.

Mapa Tren Central do Brasil.

## Estructura
La estructura del Nilton Santos es una arquitectura desafiante, destinada al principio a acoger a 46.931 espectadores. Comprende el apoyo de cuatro secciones de arcos tubulares que soportan dos entrepisos en forma de anillos que, según cálculos de ingeniería fueron diseñados para apoyar el alojamiento (soportes) de 23 668 en el anillo inferior y el superior de 21.549 sillas fueron hechas especialmente para gente con discapacidad.
El estadio también cuenta con 125 plazas en su cuadro real y más camarotes con capacidad para 1239 personas. Cuenta con cuatro cabinas para televisión y dieciséis de radio. Se calcula que el estadio puede ser evacuado totalmente en diez minutos, cuando la construcción del estadio se llevó a cabo no se tomó en cuenta la resistencia en caso de emergencias.
El estadio cuenta con cuatro arcos en su parte superior, las sillas se encuentran protegidas del sol y la lluvia, el estadio tiene una gran semejanza al estadio de la luz, donde se celebró la final de la Euro 2004, en Lisboa. 
Hay cinco niveles de corredores en el estadio olímpico, el primero siendo destinado únicamente a los atletas y profesionales de los eventos y los otros cuatro, al público.
En la entrada, están a disposición del espectador 72 taquillas y 57 ruletas electrónicas a lo largo de las cuatro alas. Internamente, hay 60 baños y 22 bares, además de una zona de 3650 m² para la exploración. Dos grandes pantallas donde los eventos son transmitidos en vivo y dos marcadores electrónicos que computan los resultados de los juegos.
El estadio cuenta con estacionamiento propio, anteriormente era exclusivo, pero más tarde en 2008 fue abierto al público, tiene capacidad para 1660 autos. El precio cobrado para entrar al estadio es variable según la importancia del juego. Existen estacionamientos también, para las autoridades y 220 invitados, diez para entrenadores y siete camiones y generadores, así como una zona de carga y descarga.
Hay un edificio anexo, ubicado al oeste del estadio. Con ningún propósito administrativo actualmente.
Afuera del estadio, en la entrada, se encuentra una estatua de dos metros de altura de bronce del exjugador Nilton Santos, que da su nombre al estadio, la estatua inaugurada en el año 2009 y fue financiada por los fanes del Club.

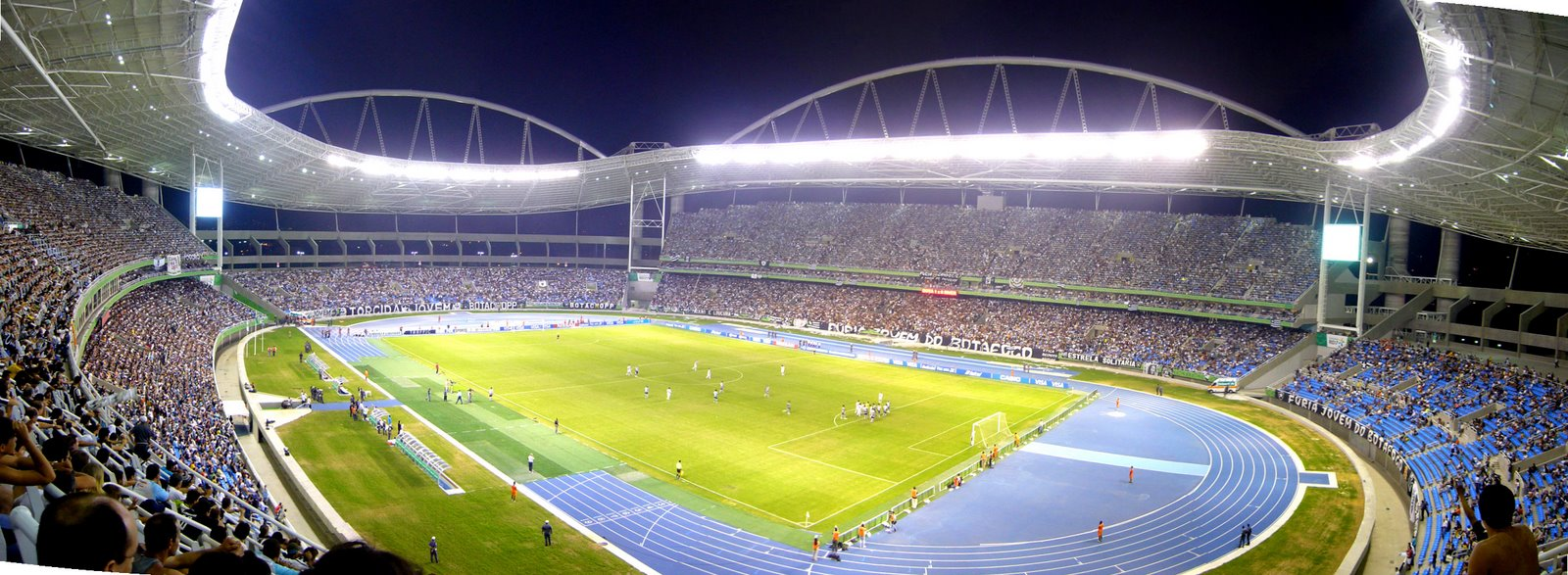
Foto panorámica del interior del estadio tomada en el ala norte.

## Inauguración
El estadio fue inaugurado el 30 de junio de 2007, con un partido de fútbol entre los Botafogo y los Fluminense parte de la octava ronda del Campeonato Brasileño de 2007. El estadio fue inaugurado por el alcalde Cesar Maia, las fuerzas del orden se mantuvieron alertas para evitar enfrentamientos entre los aficionado, se tuvo énfasis en la seguridad ya que el estadio tendría que estar listo para la apertura de los Juegos Panamericanos.
Por cada boleto que compraras el gobierno daría una lata de leche en polvo para ayudar a instituciones humanitarias, en el evento inaugural el estadio se llenó y se agotaron las entradas, los lugares restantes eran para los servidores de la Alcaldía de Río de Janeiro.
Antes de comenzar el clásico, hubo una presentación de la banda de la marina y el Departamento de bomberos. El juego fue ganado por los Botafogo con un 2 a 1, Alex Day, jugador del Fluminense, fue el autor del primer gol del estadio en el 27 minutos de la primera mitad.
De hecho, Alex días antes había anotado el primer gol en el Maracaná, el estadio, el equipo. Los primeros accidentes en el estadio fueron sufridos por André Lima, en el minuto 6 y el segundo en el 32 minutos.
Con la victoria, del club Botafogo el club recibió un trofeo, este fue el primer partido y la primera condecoración en el estadio. Al juego asistió una multitud de 43 810 espectadores.

## Juegos Panamericanos 2007

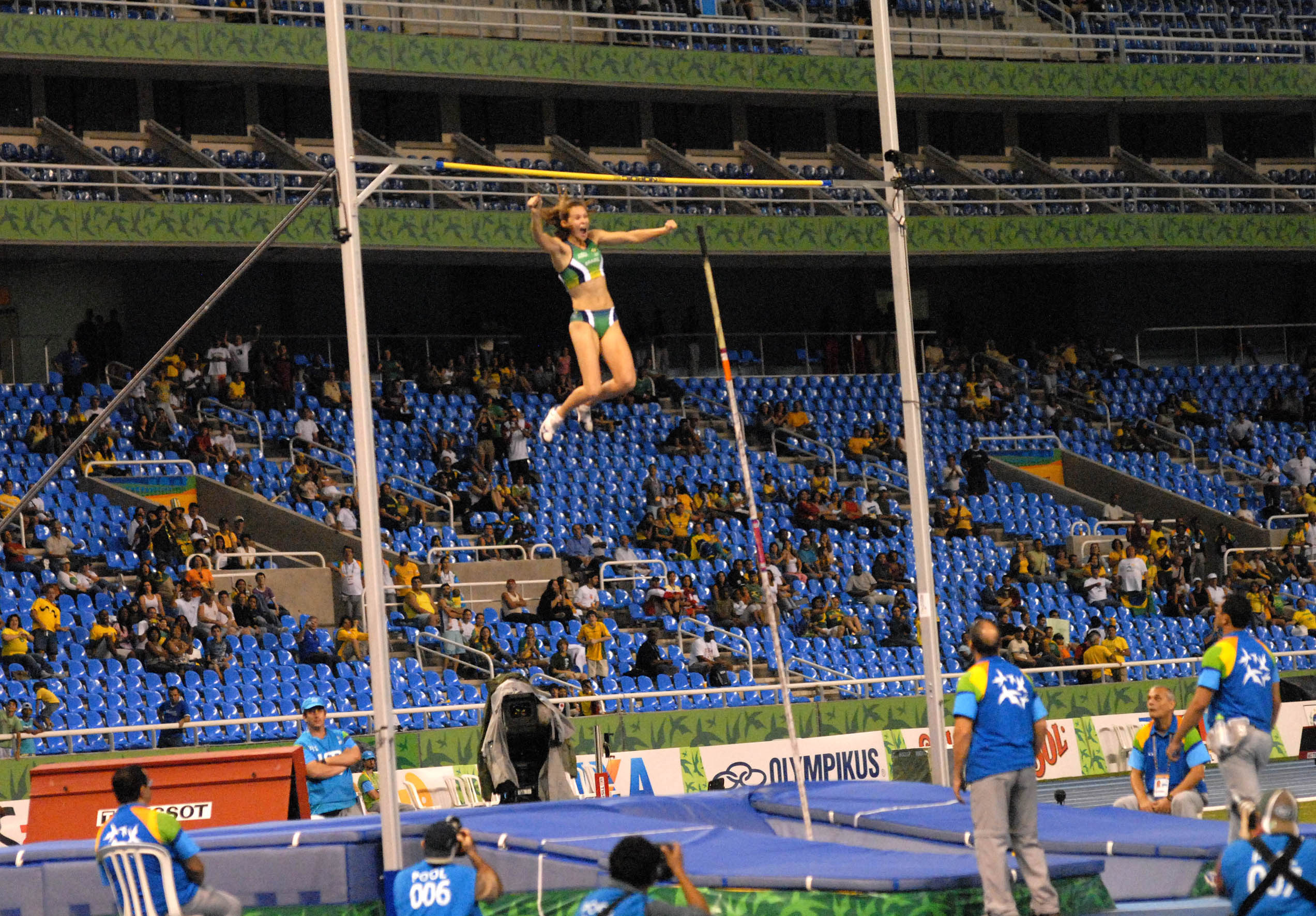
Fabiana Murer, medallista de oro en Salto con pértiga.

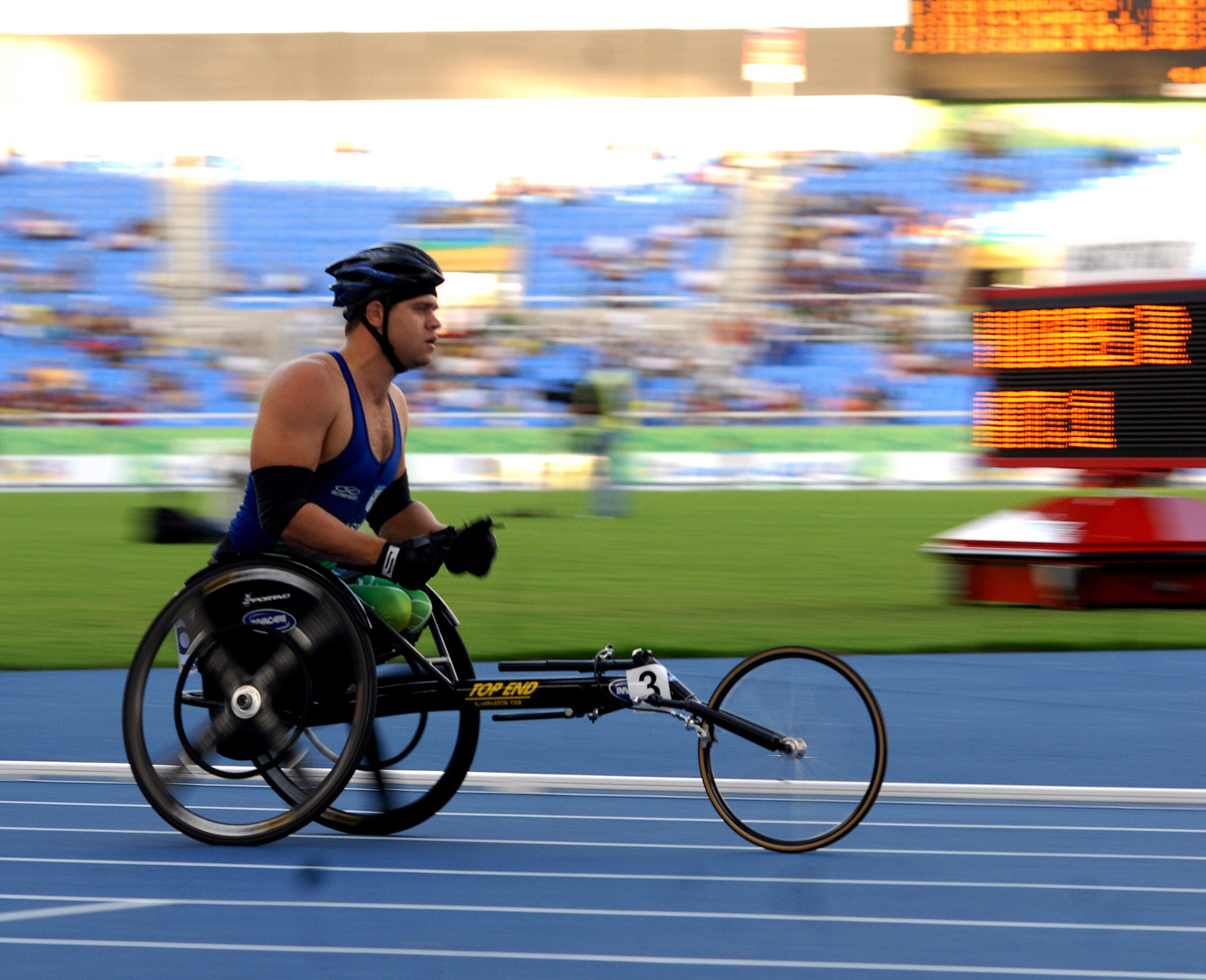
El esprínter Wendel Silva Soares en silla de ruedas compitiendo en carrera de 400 metros.

En los Juegos Panamericanos de 2007, en Río de Janeiro, el estadio Nilton Santos fue elegido para las competiciones de fútbol y atletismo.
El primer juego del estadio tuvo lugar el 12 de julio, un día antes de la ceremonia de apertura de los juegos panamericanos. El primer partido del estadio fue femenino y lo ganó Brasil a Uruguay por 4 a 0. El torneo masculino se inició el 15 de julio, otra vez con la categoría sub-17 de Brasil, como la etapa de novatos. La victoria fue brasileña, por 3 a 0, en Honduras.
Los equipos masculinos que jugaron en el estadio fueron las sub-17 de Brasil, Argentina, México, Costa Rica, Venezuela, Honduras y Haití. Para el torneo femenino, jugaron Brasil, Estados Unidos, Canadá, México, Jamaica, Argentina, Paraguay, Ecuador y Uruguay.
Las competiciones de Atletismo en Nilton Santos comenzaron el 23 de julio, teniendo más el balompié como un competidor en el estadio, una vez que la fase final del balompié fue jugada en el Maracaná. El primer evento que se llevó a cabo fue la competencia de 100 m masculina. En este mismo día, se colocó la primera medalla en el estadio Nilton Santos. El cubano olímpico campeón Yipsi Moreno fue la mejor en lanzamiento de martillo femenino, batiendo el récord americano, con la marca de 75 20 metros. Las competiciones de Atletismo en Nilton Santos fueron hasta el 28 de julio, penúltimo día de Río 2007.
El atletismo en los Juegos Parapanamericanos también fue jugado en el estadio Nilton Santos.

## Eventos

### Copa América 2021
El estadio albergó siete partidos de la Copa América 2021.
| Fecha               | Equipo #1 | Resultado | Equipo #2 | Ronda                 | Espectadores |
| ------------------- | --------- | --------- | --------- | --------------------- | ------------ |
| 14 de junio de 2021 | Argentina | 1–1       | Chile     | Primera fase, Grupo A | 0            |
| 17 de junio de 2021 | Brasil    | 4–0       | Perú      | Primera fase, Grupo B | 0            |
| 20 de junio de 2021 | Venezuela | 2–2       | Ecuador   | Primera fase, Grupo B | 0            |
| 23 de junio de 2021 | Brasil    | 2–1       | Colombia  | Primera fase, Grupo B | 0            |
| 28 de junio de 2021 | Uruguay   | 1–0       | Paraguay  | Primera fase, Grupo A | 0            |
| 2 de julio de 2021  | Brasil    | 1–0       | Chile     | Cuartos de final      | 0            |
| 5 de julio de 2021  | Brasil    | 1–0       | Perú      | Semifinal             | 0            |